# Les Chavannes-en-Maurienne
Pour les articles homonymes, voir Chavannes.
Les Chavannes-en-Maurienne sont une commune française située dans le département de la Savoie, en région Auvergne-Rhône-Alpes.

## Géographie

### Climat
Pour des articles plus généraux, voir Climat d'Auvergne-Rhône-Alpes et Climat de la Savoie.
En 2010, le climat de la commune est de type climat de montagne, selon une étude du Centre national de la recherche scientifique s'appuyant sur une série de données couvrant la période 1971-2000. En 2020, Météo-France publie une typologie des climats de la France métropolitaine dans laquelle la commune est exposée à un climat de montagne ou de marges de montagne et est dans la région climatique Alpes du nord, caractérisée par une pluviométrie annuelle de 1 200 à 1 500 mm, irrégulièrement répartie en été.
Pour la période 1971-2000, la température annuelle moyenne est de 9,2 °C, avec une amplitude thermique annuelle de 17,6 °C. Le cumul annuel moyen de précipitations est de 1 150 mm, avec 9,9 jours de précipitations en janvier et 8,7 jours en juillet. Pour la période 1991-2020, la température moyenne annuelle observée sur la station météorologique de Météo-France la plus proche, « Ste Marie Cuines », sur la commune de Sainte-Marie-de-Cuines à 6 km à vol d'oiseau, est de 11,9 °C et le cumul annuel moyen de précipitations est de 856,4 mm,. Pour l'avenir, les paramètres climatiques de la commune estimés pour 2050 selon différents scénarios d'émission de gaz à effet de serre sont consultables sur un site dédié publié par Météo-France en novembre 2022.

## Urbanisme

### Typologie
Au 1er janvier 2024, Les Chavannes-en-Maurienne sont catégorisées commune rurale à habitat dispersé, selon la nouvelle grille communale de densité à sept niveaux définie par l'Insee en 2022.
Elle est située hors unité urbaine. Par ailleurs la commune fait partie de l'aire d'attraction de Saint-Jean-de-Maurienne, dont elle est une commune de la couronne,. Cette aire, qui regroupe 26 communes, est catégorisée dans les aires de moins de 50 000 habitants,.

### Occupation des sols
L'occupation des sols de la commune, telle qu'elle ressort de la base de données européenne d’occupation biophysique des sols Corine Land Cover (CLC), est marquée par l'importance des forêts et milieux semi-naturels (83,5 % en 2018), en augmentation par rapport à 1990 (82,5 %). La répartition détaillée en 2018 est la suivante : 
forêts (83,5 %), prairies (11,1 %), zones urbanisées (5,2 %), espaces verts artificialisés, non agricoles (0,2 %).
L'IGN met par ailleurs à disposition un outil en ligne permettant de comparer l’évolution dans le temps de l’occupation des sols de la commune (ou de territoires à des échelles différentes). Plusieurs époques sont accessibles sous forme de cartes ou photos aériennes : la carte de Cassini (XVIIIe siècle), la carte d'état-major (1820-1866) et la période actuelle (1950 à aujourd'hui).

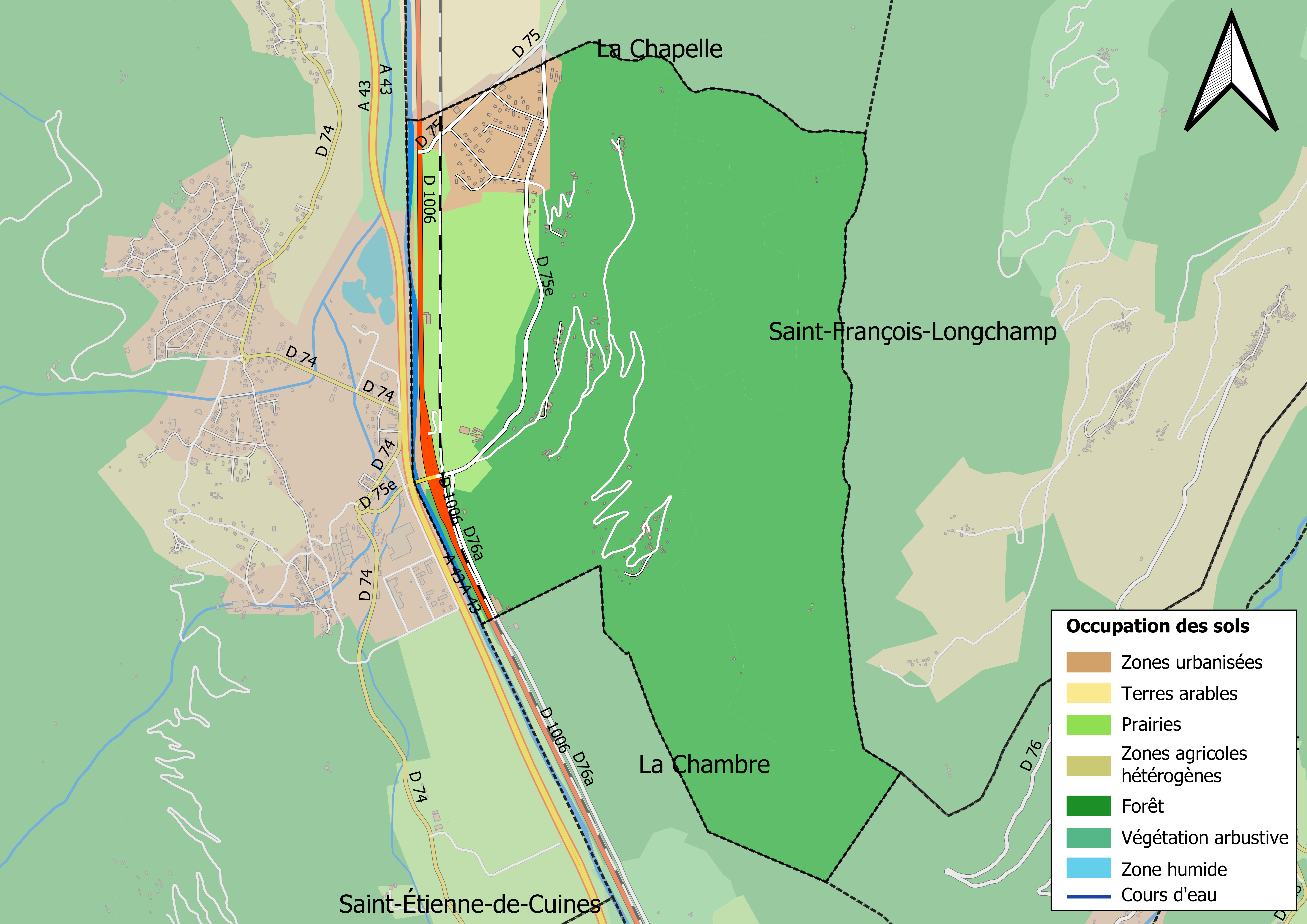
Carte des infrastructures et de l'occupation des sols en 2018 (CLC) de la commune.
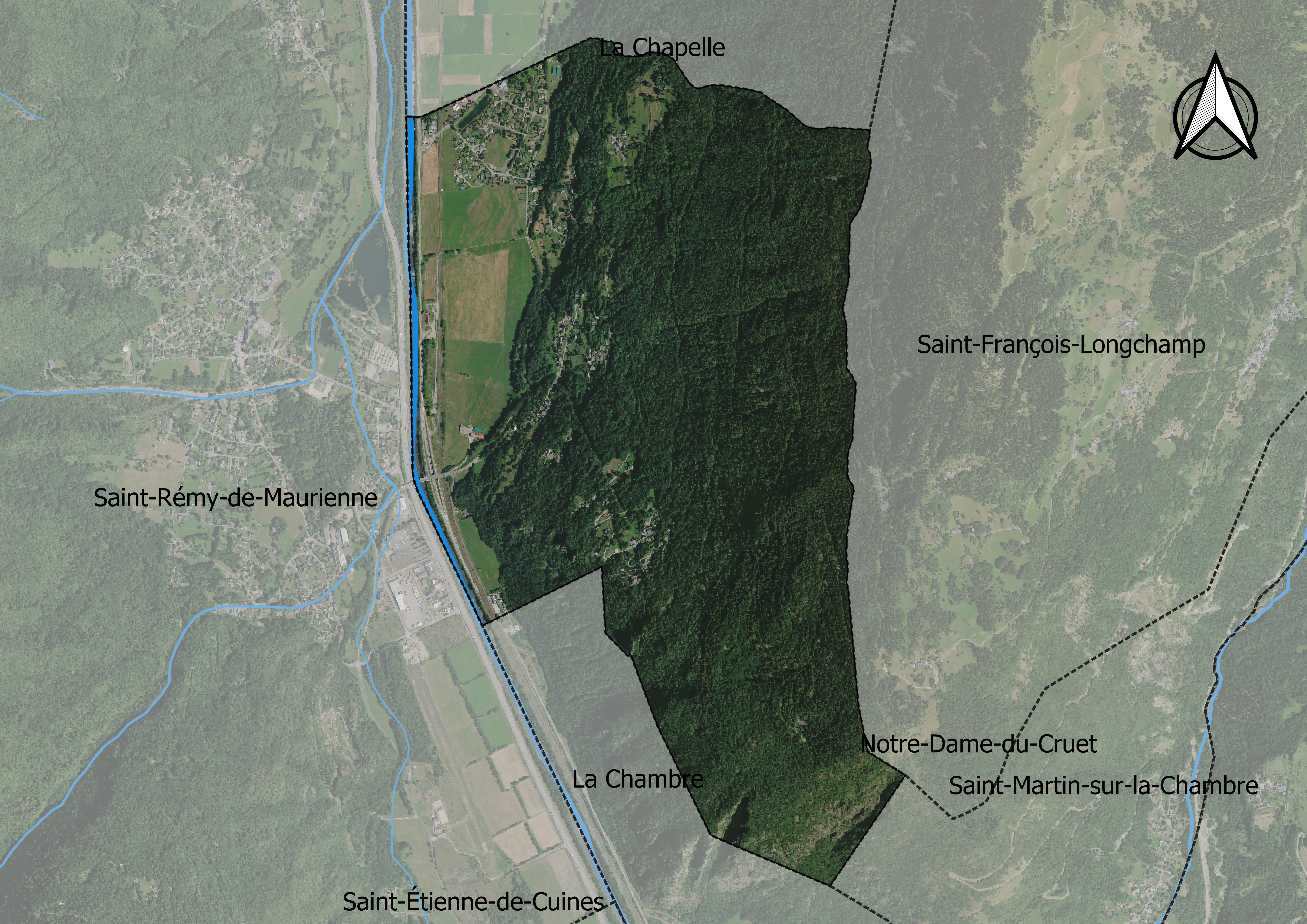
Carte orthophotogrammétrique de la commune.

## Toponymie
Le nom de la commune est formé par le nom Les Chavannes associé au nom de la vallée de Maurienne. En 1793, la commune est désignée par Chavannes, puis jusqu'en 1801, la commune porte le nom de Les Chevannes pour évoluer en Les Chavannes. En 1970, elle prend le nom complet de Les Chavannes-en-Maurienne.
Le toponyme des Chavannes est le pluriel de Chavanne, du latin capanna désignant une « cabane, une chaumière avec les propriétés qui l'entourent » selon l'abbé Adolphe Gros ou encore « une hutte bâtie pour le gardien des vignes (...), cabane rustique »,.
Pour le nom de la vallée, voir la section consacrée de l'article Maurienne.
En francoprovençal, le nom de la commune s'écrit Lè Shavane, selon la graphie de Conflans.

## Histoire
La paroisse des Chavannes a été érigée le 22 juillet 1831, par l'évêque de Maurienne, Mgr Billiet. Auparavant elle fut attachée à la collégiale de La Chambre, puis celle de La Chapelle.

## Politique et administration

### Administration locale
La commune fait partie du canton de La Chambre jusqu'à sa suppression en 2015. Elle est depuis rattaché à celui de Saint-Jean-de-Maurienne.

### Administration municipale
| Période                                  | Période   | Identité           | Étiquette | Qualité                    |
| ---------------------------------------- | --------- | ------------------ | --------- | -------------------------- |
| Les données manquantes sont à compléter. |           |                    |           |                            |
| mars 2008                                | mars 2014 | Guy Cerutti        |           |                            |
| mars 2014                                | mars 2020 | Monique Chevallier | UDI       | Conseillère départementale |
| mars 2020                                | En cours  | Joël Cécille       | SE        |                            |

### Intercommunalité
La commune fait partie de la communauté de communes du canton de La Chambre.

## Démographie
Les habitants des Chavannes sont appelés les Chavannains. La forme patoisante est Chavannainches.

L'évolution du nombre d'habitants est connue à travers les recensements de la population effectués dans la commune depuis 1793. Pour les communes de moins de 10 000 habitants, une enquête de recensement portant sur toute la population est réalisée tous les cinq ans, les populations de référence des années intermédiaires étant quant à elles estimées par interpolation ou extrapolation. Pour la commune, le premier recensement exhaustif entrant dans le cadre du nouveau dispositif a été réalisé en 2004.

En 2022, la commune comptait 216 habitants, en évolution de −16,6 % par rapport à 2016 (Savoie : +3,63 %, France hors Mayotte : +2,11 %).
| 1793 | 1800 | 1806 | 1822 | 1838 | 1848 | 1858 | 1861 | 1866 |
| ---- | ---- | ---- | ---- | ---- | ---- | ---- | ---- | ---- |
| 254  | 256  | 211  | 290  | 319  | 343  | 361  | 356  | 359  |

| 1872 | 1876 | 1881 | 1886 | 1891 | 1896 | 1901 | 1906 | 1911 |
| ---- | ---- | ---- | ---- | ---- | ---- | ---- | ---- | ---- |
| 341  | 301  | 281  | 272  | 282  | 290  | 246  | 261  | 274  |

| 1921 | 1926 | 1931 | 1936 | 1946 | 1954 | 1962 | 1968 | 1975 |
| ---- | ---- | ---- | ---- | ---- | ---- | ---- | ---- | ---- |
| 239  | 216  | 202  | 189  | 142  | 149  | 135  | 112  | 162  |

| 1982 | 1990 | 1999 | 2004 | 2006 | 2009 | 2014 | 2019 | 2022 |
| ---- | ---- | ---- | ---- | ---- | ---- | ---- | ---- | ---- |
| 222  | 219  | 206  | 223  | 213  | 232  | 252  | 222  | 216  |

## Culture locale et patrimoine

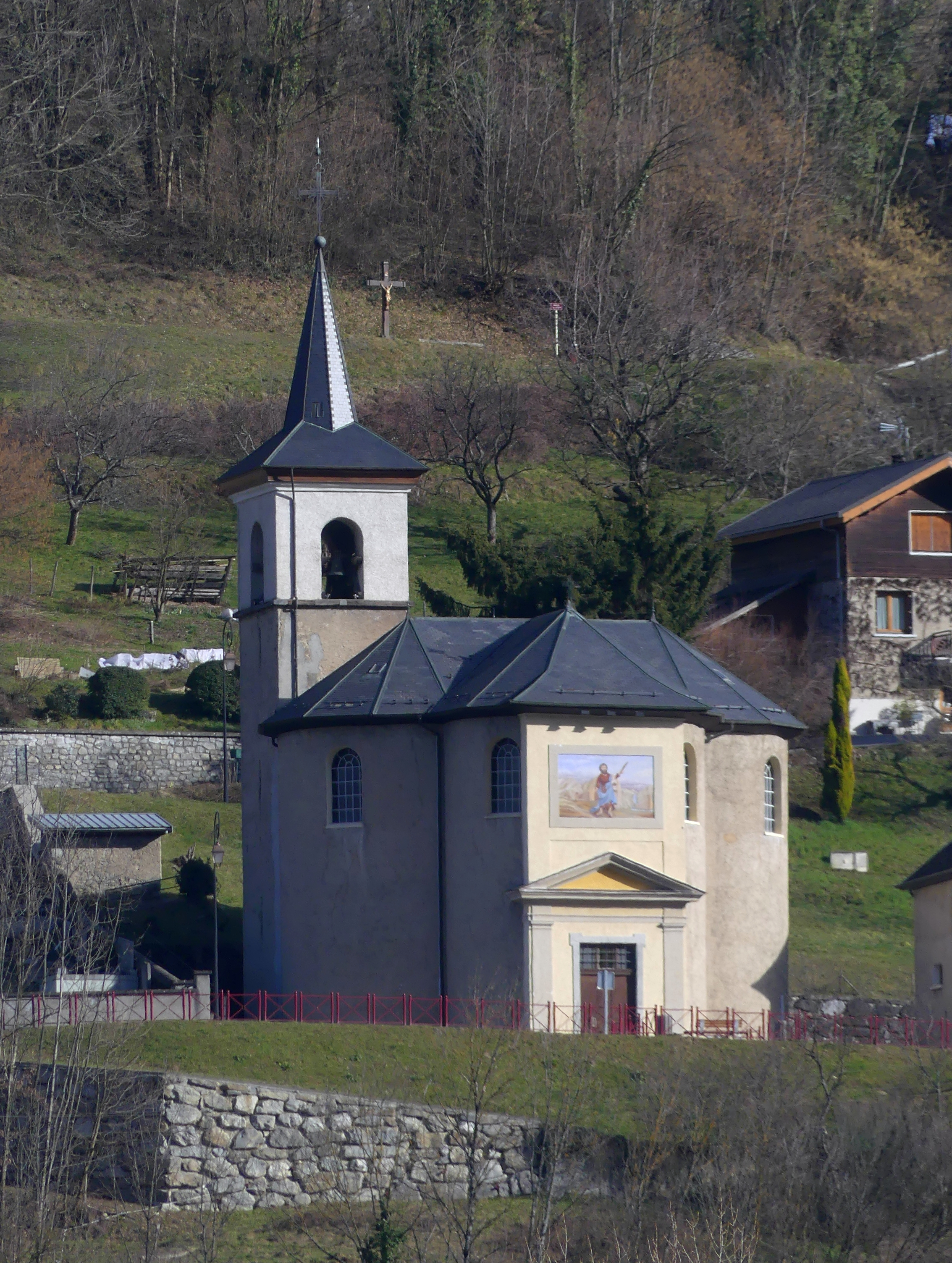
Église Saint-Barthélémy.

### Lieux et monuments
- Église Saint-Barthélémy.
- Chapelle Notre-Dame des Grâces.

### Personnalités liées à la commune
- Jules-François Horteur (1842-1895), né et mort dans la commune Chavannes. Homme politique, maire de Chavannes, conseiller général du canton de la chambre et député de Saint-Jean-de-Maurienne (1876-1895).